# Qingqiaoyixiang (ort i Kina, Shaanxi, lat 33,33, long 106,96)
Qingqiaoyixiang är en ort i Kina. Den ligger i provinsen Shaanxi, i den nordvästra delen av landet, omkring 210 kilometer sydväst om provinshuvudstaden Xi'an. Antalet invånare är 1 947. Befolkningen består av 888 kvinnor och 1 059 män. Barn under 15 år utgör 12,0 %, vuxna 15-64 år 73 %, och äldre över 65 år 14,0 %.
Runt Qingqiaoyixiang är det mycket tätbefolkat, med 1 056 invånare per kvadratkilometer. Närmaste större samhälle är Baochengzhen, 14,6 km söder om Qingqiaoyixiang. I omgivningarna runt Qingqiaoyixiang växer i huvudsak blandskog.
Genomsnittlig årsnederbörd är 1 044 millimeter. Den regnigaste månaden är juli, med i genomsnitt 226 mm nederbörd, och den torraste är december, med 2 mm nederbörd.